# ماسوریتسا
ماسوریتسا (به صربی: Masurica) یک منطقهٔ مسکونی در صربستان است که در سوردولیکا واقع شده‌است. ماسوریتسا ۱٬۲۴۵ نفر جمعیت دارد.